# Национальное аэрокосмическое агентство Азербайджана
Национальное аэрокосмическое агентство Азербайджана  (азерб. Milli Aerokosmik Agentliyi) — государственное агентство, осуществляющее космическую и авиационную программы Азербайджана.
Образовано 1974 году как научный центр «Каспий» в составе Академии наук Азербайджанской ССР. Первым директором научного центра, в дальнейшем главным конструктором Научно-производственного объединения космических исследований Национальной академии наук Азербайджана был Тофик Исмаилов.
Задачей агентства является исследование и изготовление автоматизированных систем для исследования природных ресурсов на основе новых информационных технологий, разработка современных специализированных вычислительных комплексов, технологических систем, GMS технологий, новых программных средств и способов обработки аэрокосмических данных, технических средств и информационно-измерительных комплексов дистанционного зондирования.

## История агентства
Национальное аэрокосмическое агентство Азербайджана входило как научный центр «Каспий» в состав Национальной академии наук Азербайджана (НАНА) с 1974 года. В том же году при Академии наук Азербайджана было создано Специальное конструкторское бюро космического приборостроения, проводившее космические исследования. В 1992 году постановлением президента Азербайджана на базе НПО КИ было образовано Азербайджанское национальное аэрокосмическое агентство.
Указом президента Азербайджана от 2006 года Агентство было передано в ведомство Министерства оборонной промышленности Азербайджанской Республики. В рамках рабочего плана, Агентство разработало принципиальные схемы продукции оборонного назначения.
НИИ Министерства ведёт 20 научно-исследовательских и опытно-конструкторских работ, 9 из которых в рамках государственного заказа.
В 2006 году Министерство связи и информационных технологий Азербайджана обратилось в Международный телекоммуникационный союз (МТС) в связи с выделением Азербайджану внеплановых орбитальных позиций и частот.

## Основные направления деятельности
Направления деятельности
- приобретение оборудования
- производство оборудования на объектах под контролем MSN
- обучение персонала в стране и за рубежом, в частности в США, Франции и России
- создание лабораторий
Полигон, используемый агентством был построен в 1970-х годах. С 1988 года не использовался. На 2021 год полигон расширяется  и доводится до уровня мировых стандартов. Модели и оборудование, производимые в институте, проходят испытания на полигоне в Набрани. Цель полигона — испытание приборов, созданных институтами на заводах Агентства. Планируется построить учебный комплекс для обучения инженеров в Мингячевире.
Агентство сотрудничает с ведущими аэрокосмическими организациями России, Франции, Сирии, Пакистана, Индии, Индонезии. Агентство является членом ISNET, организации, занимающейся космическими проблемами исламских стран.
В Агентстве насчитывается 750 сотрудников, в том числе 70 кандидатов наук.

## Задачи
- исследование земли из космоса и изучение космического пространства
- разработка и выполнение национальных аэрокосмических программ.
- координация работ в рамках международных космических проектов и участие в них

## Национальные спутники
Победителем тендера на запуск первого национального спутника стала компания Orbital Sciences Corporation. Запуск первого азербайджанского искусственного спутника Azerspace-1 состоялся 7 февраля 2013 года. Для спутника Малайзия предоставила в аренду на соответствующих условиях 46-ю позицию на геостационарной орбите . Спутник предоставляет услуги цифрового телерадиовещания, доступа к сети интернет, передачи данных, создания мультисервисных сетей VSAT, обеспечения правительственной связи. Спутник обслуживает страны Европы, Кавказа, Центральной Азии, Ближнего Востока и Африки.
Второй спутник «Azerspace-2» запущен 25 сентября 2018 года.
Азербайджан также запустил низкоорбитальный спутник «Azersky». Спутник передан в управление Азербайджану на основании соглашения, подписанного между «Азеркосмос» и «Airbus Defence and Space». Минимальный срок окупаемости вложенных в спутник инвестиций составляет от пяти до семь лет. Спутник начал полноценно функционировать с 1 января 2015 года и оказывать услуги зарубежным странам. В том же году был подписан контракт на оказание услуг на сумму примерно 20 миллионов евро.
Наличие у Азербайджана собственных телекоммуникационных спутников влияет на снижение тарифов на телекоммуникационные услуги, а также экономит расходы страны на аренду зарубежных спутников.
Спутник Министерства связи и информационных технологий носит исключительно информационный характер. Функция спутника — дистанционное зондирование для изучения Земли.

## Структурные подразделения
- Научно-исследовательский институт аэрокосмической информатики
- Особое конструкторское бюро космического приборостроения
- Институт космических исследований природных ресурсов
- Институт экологии Азербайджана
- Опытный завод космического приборостроения
- Специальное конструкторско-технологическое бюро